# Parlamentní volby v Moldavsku 2014

Výsledky dle okresů

Parlamentní volby v Moldavsku v roce 2014 konaly 30. listopadu 2014. Výsledek byl popsán jako "spíše prohra než vítězství" dosavadní proevropské koalice, přičemž středopravicové strany rozdělilo ostré napětí. Největší stranou v parlamentu se stala proruská Strana socialistů (PSRM) složená z bývalých komunistů, která získala 20,51 % hlasů a 25 ze 101 křesel.

## Volební systém
101 poslanců bylo zvoleno na základě poměrného zastoupení podle stranických seznamů v jednom celostátním volebním obvodu. Existovaly čtyři samostatné volební prahy: 9 % pro volební bloky se třemi a více stranami, 7 % pro volební bloky se dvěma stranami, 4 % pro jednotlivé strany nebo organizace a 2 % pro nezávislé kandidáty.
Dokumenty pro registraci volebních kandidátů bylo třeba předložit Ústřední volební komisi (ÚVK) mezi 3. a 30. říjnem 2014. Po formální registraci ze strany CEC mohli kandidáti zahájit volební kampaň.
Aby mohly být volby uznány, musela být volební účast vyšší než 33 %.

## Výsledky
|                           |                                         |           |       |         |      |  |
| Strana                    | Strana                                  | Hlasy     | %     | Mandáty | ±    |  |
|                           | Strana socialistů Moldavské republiky   | 327 912   | 20,51 | 25      | 21   |  |
|                           | Liberálně demokratická strana Moldavska | 322 201   | 20,16 | 23      | –9   |  |
|                           | Strana komunistů Moldavské republiky    | 279 366   | 17,48 | 21      | –17  |  |
|                           | Demokratická strana Moldavska           | 252 489   | 15,80 | 19      | 4    |  |
|                           | Liberální strana                        | 154 518   | 9,67  | 13      | 1    |  |
|                           | Komunistická reformní strana Moldavska  | 78 716    | 4,92  | 0       | Nová |  |
|                           | Moldavská volba - celní unie            | 55 089    | 3,45  | 0       | Nová |  |
|                           | Lidové hnutí proti mafii                | 27 846    | 1,74  | 0       | Nová |  |
|                           | Liberální reformistická strana          | 24 956    | 1,56  | 0       | Nová |  |
|                           | Lidová strana Moldavské republiky       | 12 110    | 0,76  | 0       | Nová |  |
|                           | Křesťanskodemokratická lidová strana    | 11 782    | 0,74  | 0       | 0    |  |
|                           | Strana síly lidu                        | 11 665    | 0,73  | 0       | Nová |  |
|                           | Národní liberální strana                | 6 858     | 0,43  | 0       | 0    |  |
|                           | Strana obrody                           | 4 158     | 0,26  | 0       | Nová |  |
|                           | Strana demokratické akce                | 2 564     | 0,16  | 0       | Nová |  |
|                           | Strana Demokracie na domácí půdě        | 2 449     | 0,15  | 0       | Nová |  |
|                           | Za stranu Národ a země                  | 1 697     | 0,11  | 0       | 0    |  |
|                           | Moldavští patrioti                      | 1 498     | 0,09  | 0       | 0    |  |
|                           | Ekologická strana zelených (Moldavsko)  | 1 360     | 0,09  | 0       | 0    |  |
|                           | Centristická unie Moldavska             | 633       | 0,04  | 0       | Nová |  |
|                           | Nezávislí                               | 18 651    | 1,17  | 0       | 0    |  |
| Celkem                    | Celkem                                  | 1 598 518 | 100   | 101     | —    |  |
|                           |                                         |           |       |         |      |  |
| Platné hlasy              | Platné hlasy                            | 1 598 518 | 96,92 | —       | —    |  |
| Neplatné hlasy            | Neplatné hlasy                          | 50 884    | 3,08  | —       | —    |  |
| Celkem hlasů              | Celkem hlasů                            | 1 649 402 | 100   | —       | —    |  |
| Registrovaní voliči/Účast | Registrovaní voliči/Účast               | 2 956 270 | 55,79 | —       | —    |  |
| Zdroj: CEC                |                                         |           |       |         |      |  |